# العدلين
العدلين هو مسلسل تلفزيوني عراقي عرض في رمضان عام 2021 تدور أحداثه وقصته عن ثورة تشرين وكيف تمت تصفية الناشطين واختطافهم آنذاك .

## قصة المسلسل
تتناول أحداث حرب العصابات ، وصراع الخير مع الشر حيث يتعاون أسد قائد جماعة العدلين السرية، مع سديد على إنقاذ جماعته من الاغتيال المحتوم الذي قاده داوود ، ويضع خطة محكمة للانتقام منه.

## الممثلون
- غالب جواد
- طه المشهداني
- عبد الستار البصري
- زينة الدليمي
- محمد ناصر
- حسن هادي
- أنعام الربيعي
- طلال هادي
- زياد الهلالي
- منهل عباس
- مينا نور الدين
- رزاق حيدر

## الجوائز والترشيحات
| السنة | الجائزة                                     | الفئة            | النتيجة | المراجع.    |
| ----- | ------------------------------------------- | ---------------- | ------- | ----------- |
| 2021  | جائزة إي تي بالعربي لأفضل الأعمال الرمضانية | أفضل مسلسل عراقي | رُشِّح     | [ 2 ] [ 3 ] |